# 성곡미술문화재단
성곡미술문화재단(省谷美術文化財團)은 박물관, 미술관, 문화관을 설립운영하여 문화예술의 발전과 사회문화 교육에 기여할 목적으로 1995년 3월 8일 설립된 문화체육관광부 소관의 재단법인이다. 사무실은 서울특별시 종로구 신문로2가 1-101에 있다.

## 주요 사업
- 미술관박물관종합문화관의 건립 및 운영
- 역사적 기념물의 설치 보존
- 교육문화단체의 사업 지원
- 국내외 미술제 개최 및 시상사업